# Monoplistes curvipes
Monoplistes curvipes är en skalbaggsart som beskrevs av Lea 1923. Monoplistes curvipes ingår i släktet Monoplistes och familjen bladhorningar. Inga underarter finns listade i Catalogue of Life.